# Ống xì đồng

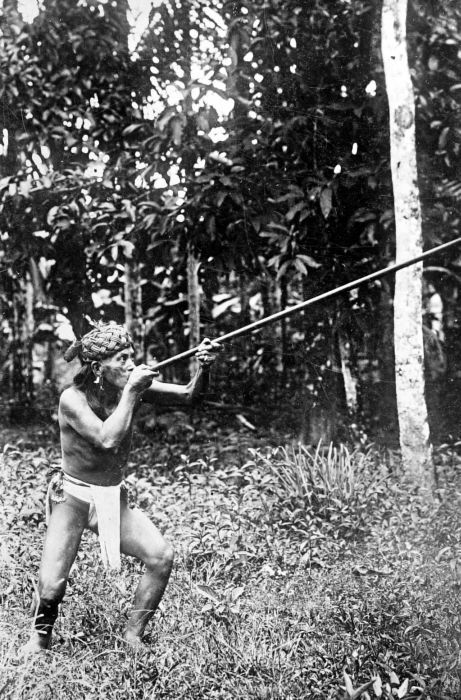
Một thổ dân Indonesia đang chuẩn bị thổi phi tiêu

Ống xì đồng là một vũ khí đơn giản gồm một ống nhỏ để bắn đạn nhẹ hoặc phi tiêu.
Loại vũ khí được sử dụng bằng cách nhét phi tiêu bên trong ống và sử dụng lực thổi của người để đẩy đạn bay đi, tốc độ độ xa của đạn phụ thuộc vào lực thổi.
Nhiều dân tộc trên thế giới sử dụng loại vũ khí này, nhưng nhiều dân tộc bản địa Đông Nam Á, Amazon và vùng Guiana của Nam Mỹ nổi bật nhất về việc sử được biết đến với việc sử dụng loại vũ khí này. Trong một số dân tộc nhất định, phi tiêu được thường nhúng vào chất nhựa cây độc hoặc các chất độc khác nhằm làm tê liệt các mục tiêu bị bắn. Loại ống thổi này rất hiếm khi được sử dụng bởi các bộ lạc như là vũ khí chống con người mà chủ yếu để săn các loài động vật nhỏ như khỉ. Người Cherokee Bắc Mỹ nổi tiếng về làm súng thổi từ cây mía sông để săn bắt nhằm bổ sung chế độ ăn uống của họ bằng con thỏ và những sinh vật nhỏ khác săn được.
Ngày nay ống xì đồng được sử dụng với phi tiêu thuốc an thần để bắt động vật hoang dã hoặc làm bất tỉnh động vật nguy hiểm. Các nhà nghiên cứu bò sát sử dụng loài vũ khí này để bắt bắt loài thằn lằn khó bắt bằng với phi tiêu gây mê. Ống thổi này cũng được sử dụng làm dụng cụ giải trí bắn phi tiêu hoặc viên bi.